# Verdier (oiseau)
Pour les articles homonymes, voir Verdier.
Taxons concernés
les genres
- Carduelis
- Rhynchostruthusmodifier

Les verdiers sont des passereaux de la famille des fringillidés. Ces espèces sont suffisamment homogènes pour avoir autrefois été classées à part dans le genre Chloris. 
Ce nom, comme le terme « verdier », fait référence à la coloration générale vert et jaune du plumage. Leur bec est assez gros. Au sein du genre Carduelis, ils se distinguent aussi par leur aspect robuste.

## Espèces concernées
- Verdier d'Europe — Chloris chloris (Linnaeus, 1758)
- Verdier de Chine — Chloris sinica (Linnaeus, 1766)
- Verdier de l'Himalaya — Chloris spinoides Vigors, 1831
- Verdier du Viêt Nam — Chloris monguilloti (Delacour, 1926)
- Verdier d'Oustalet — Chloris ambigua (Oustalet, 1896)
- Grand-verdier à ailes d'or — Rhynchostruthus socotranus  Sclater & Hartlaub, 1881